# کوراسائو
کوراسائو (به هلندی: Curaçao) یک جزیره در دریای کاراییب جنوبی است که در کنار سواحل ونزوئلا واقع شده‌ است. نام کشور کوراسائو (به هلندی: Land Curaçao) و (به هلندی: Pais Kòrsou) شامل جزیره اصلی و چند جزیره غیرمسکونی کلین کوراسائو و «کوراسائو کوچک » در کنترل پادشاهی هلند است.

## جغرافیا
پایتخت آن ویلمستاد است و کوراسائو و آروبا و بونیر بزرگ‌ترین و مشهورترین جزیره از مجموعه جزایر ای‌بی‌سی هستند.
مساحت آن ۴۴۴ کیلومتر مربع (۱۷۱ مایل مربع) و جمعیت آن ۱۴۱٬۷۶۶ نفر است.

## سیاست
دهم اکتبر ۲۰۱۰ بعد از منحل شدن مالکیت هلند از جزایر دریای کاراییب کوراسائو به عنوان مرکز جزایر کوراسائو در نظر گرفته شد.

## ارتباطات
طبق ISO 3166-1 alpha-۲ کد اختصاری CW به کشور کوراسائو داده شد. , ولی هنوز از پسوند اینترنتی .cw استفاده نشده‌ است.

### آب و هوا
| داده‌های اقلیم Curaçao   | داده‌های اقلیم Curaçao | داده‌های اقلیم Curaçao | داده‌های اقلیم Curaçao | داده‌های اقلیم Curaçao | داده‌های اقلیم Curaçao | داده‌های اقلیم Curaçao | داده‌های اقلیم Curaçao | داده‌های اقلیم Curaçao | داده‌های اقلیم Curaçao | داده‌های اقلیم Curaçao | داده‌های اقلیم Curaçao | داده‌های اقلیم Curaçao | داده‌های اقلیم Curaçao |
| ماه                     | ژانویه                | فوریه                 | مارس                  | آوریل                 | مه                    | ژوئن                  | ژوئیه                 | اوت                   | سپتامبر               | اکتبر                 | نوامبر                | دسامبر                | سال                   |
| ----------------------- | --------------------- | --------------------- | --------------------- | --------------------- | --------------------- | --------------------- | --------------------- | --------------------- | --------------------- | --------------------- | --------------------- | --------------------- | --------------------- |
| سابقهٔ بیش‌ترین °C (°F)   | ۳۲٫۸ (۹۱)             | ۳۳٫۲ (۹۲)             | ۳۳٫۰ (۹۱)             | ۳۴٫۷ (۹۴)             | ۳۵٫۸ (۹۶)             | ۳۷٫۵ (۱۰۰)            | ۳۵٫۰ (۹۵)             | ۳۷٫۴ (۹۹)             | ۳۸٫۳ (۱۰۱)            | ۳۶٫۰ (۹۷)             | ۳۵٫۶ (۹۶)             | ۳۳٫۳ (۹۲)             | ۳۸٫۳ (۱۰۱)            |
| میانگین بیش‌ترین °C (°F) | ۲۹٫۷ (۸۵)             | ۳۰٫۰ (۸۶)             | ۳۰٫۵ (۸۷)             | ۳۱٫۱ (۸۸)             | ۳۱٫۶ (۸۹)             | ۳۲٫۰ (۹۰)             | ۳۱٫۹ (۸۹)             | ۳۲٫۴ (۹۰)             | ۳۲٫۶ (۹۱)             | ۳۱٫۹ (۸۹)             | ۳۱٫۱ (۸۸)             | ۳۰٫۱ (۸۶)             | ۳۱٫۲ (۸۸)             |
| میانگین کم‌ترین °C (°F)  | ۲۴٫۳ (۷۶)             | ۲۴٫۴ (۷۶)             | ۲۴٫۸ (۷۷)             | ۲۵٫۵ (۷۸)             | ۲۶٫۳ (۷۹)             | ۲۶٫۴ (۸۰)             | ۲۶٫۱ (۷۹)             | ۲۶٫۳ (۷۹)             | ۲۶٫۵ (۸۰)             | ۲۶٫۲ (۷۹)             | ۲۵٫۶ (۷۸)             | ۲۴٫۸ (۷۷)             | ۲۵٫۶ (۷۸)             |
| سابقهٔ کم‌ترین °C (°F)    | ۲۰٫۳ (۶۹)             | ۲۰٫۶ (۶۹)             | ۲۱٫۰ (۷۰)             | ۲۲٫۰ (۷۲)             | ۲۱٫۶ (۷۱)             | ۲۲٫۶ (۷۳)             | ۲۲٫۴ (۷۲)             | ۲۱٫۳ (۷۰)             | ۲۱٫۷ (۷۱)             | ۲۱٫۹ (۷۱)             | ۲۲٫۲ (۷۲)             | ۲۱٫۱ (۷۰)             | ۲۰٫۳ (۶۹)             |
| بارندگی میلی‌متر (اینچ)  | ۴۴٫۷ (۱٫۷۶)           | ۲۵٫۵ (۱)              | ۱۴٫۲ (۰٫۵۶)           | ۱۹٫۶ (۰٫۷۷)           | ۱۹٫۶ (۰٫۷۷)           | ۱۹٫۳ (۰٫۷۶)           | ۴۰٫۲ (۱٫۵۸)           | ۴۱٫۵ (۱٫۶۳)           | ۴۸٫۶ (۱٫۹۱)           | ۸۳٫۷ (۳٫۳)            | ۹۶٫۷ (۳٫۸۱)           | ۹۹٫۸ (۳٫۹۳)           | ۵۵۳٫۴ (۲۱٫۷۹)         |
| منبع:                   |                       |                       |                       |                       |                       |                       |                       |                       |                       |                       |                       |                       |                       |

## نگارخانه

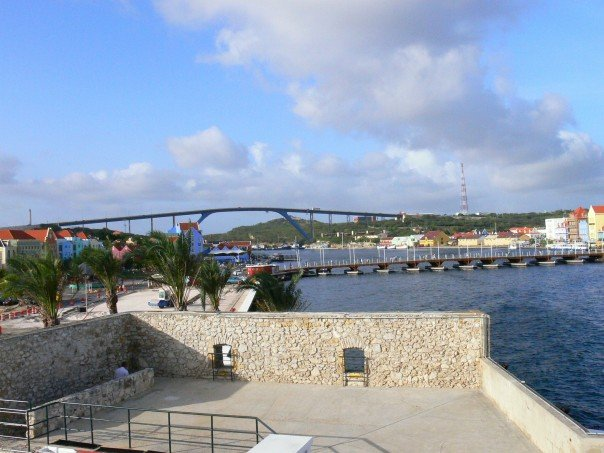
پل ملکه اما و جولیانا
یکی از ۱۰۰ خانه کشت و زرع در جزیره
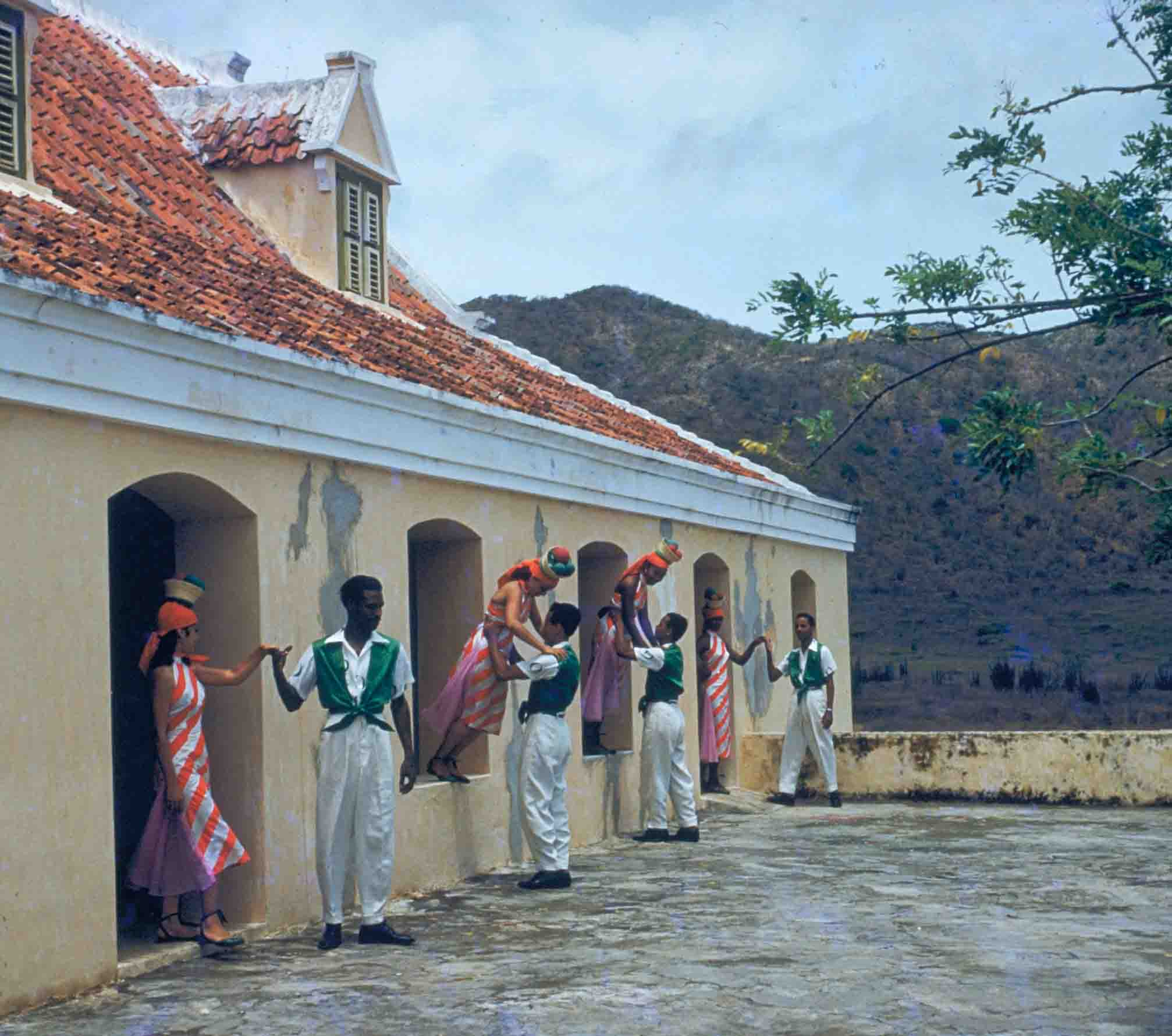
رقص بولاوایا